# Arc infralatéral

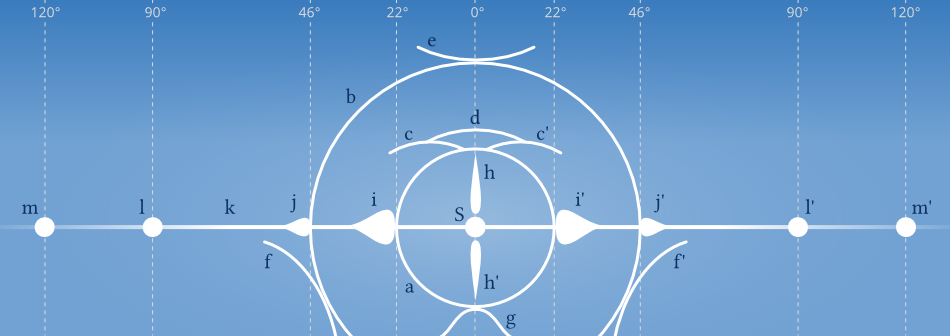
Représentation plane des principaux types de halos solaires
(a) Le « petit halo », cercle décalé de 22° par rapport à la source lumineuse, blanc avec une frange intérieure rouge ;
(b) Le « grand halo », cercle décalé de 46° par rapport à la source ;
(c et c') Arcs tangents supérieurs ;
(d) L'arc supérieur de Parry ;
(e) L'arc circumzénithal, centré sur le zénith ;
(f, f') Arcs infralatéraux ;
(g) Arc tangent inférieur ;
(h, h') La colonne lumineuse, colonne verticale apparaissant à la verticale du Soleil à son lever ou coucher.
(i, i') La parhélie de 22°, ou « faux soleil », tache de couleur apparaissant à l'horizontale du Soleil, décalée de 22°. Le même phénomène peut se produire avec la Lune et prend le nom de parasélène. La paranthélie est similaire au parhélie, mais située à d'autres endroits sur le cercle parhélique (nommé parasélène avec la Lune) :
(j, j') Parhélie de 46° ;
(l, l') Parhélie de 90° ;
(m, m') Parhélie de 120°.
(k) Le cercle parhélique, suivant le cercle parallèle au sol et passant par le Soleil.

Un arc infralatéral (ou arc latéral inférieur tangent) est un halo rare, un phénomène optique semblable à un arc-en-ciel situé sous le cercle parhélique blanc. Comme l'arc circumzénithal, les arcs infralatéraux sont toujours situés à l'extérieur du rarement observable grand halo (cercle distant de 46° par rapport à la source), mais contrairement aux arcs supérieurs, les arcs infralatéraux sont toujours situés au-dessous de la parhélie.

## Description
La forme d'un arc infralatéral varie en fonction de l'altitude du soleil. Entre le lever et le moment où le soleil atteint environ 50 ° sur l'horizon, les deux arcs infralatéraux sont situés de chaque côté du grand halo, leurs arcs convexes tangents au grand halo. Lorsque le soleil dépasse 68 °, les deux arcs se réunissent en un seul arc concave tangent au grand halo à la verticale sous le soleil.

## Formation
Les arcs infralatéraux se forment lorsque de la lumière solaire entre dans des cristaux de glace hexagonaux en forme de tige orientés horizontalement, et sort au travers d'une des faces du prisme. Les arcs infralatéraux se produisent environ une fois par an. Ils sont souvent observés avec les halos circonscrits et les arcs tangents supérieurs.

### Source
- (en) Cet article est partiellement ou en totalité issu de l’article de Wikipédia en anglais intitulé « Infralateral arc » (voir la liste des auteurs).